# Paracles squalida
Paracles squalida là một loài bướm đêm thuộc phân họ Arctiinae, họ Erebidae.